# 恋人たち (岩崎宏美のアルバム)
『恋人たち』（こいびとたち）は、岩崎宏美のカバー・アルバム。1979年3月9日発売。発売元は、ビクター音楽産業。規格品番SJX-20112

## 解説
- 初の洋楽カバーアルバム。アルバムの帯には、ロマンティックなヨーロッパをあなたに…のキャッチコピーを載せ、ジャケット写真もそのような雰囲気のポートレートをポラロイド写真風に加工したものを使用しているが、実際は都内で撮影されたものである。
- 収録曲の中には、オリジナルの新曲で、表題曲でもある「恋人たち」と邦楽カバーの「思い出さないで」が含まれているが、邦楽カバーが含まれている理由については不明。
- このアルバムそのものは2007年に初復刻されたが、表題曲と「思い出さないで」を除く収録曲については、「Disney Girl」の収録曲と併せた洋楽ベスト曲集「決定版 白い恋人たち」で既にCD-DA化されている。
- 2007年復刻盤では、同社から1978年に発売された阿久悠作品の企画アルバムにてカバーした曲を含む合計7曲の邦楽カバーも収録されている。

## 収録曲

### オリジナル盤
- 全編曲: 萩田光雄（特記以外）

1. 恋人たち
  - 作詞: 阿木燿子、作曲・編曲:筒美京平
2. 白いバラ
  - 作詞・作曲:Cat Stevens、訳詞:片桐和子
3. シェルブールの雨傘
  - 作詞: Jacques Demy、作曲:Michel Legrand、訳詞: 片桐和子
4. ラ・ボエーム
  - 作詞:Jacques Plante、作曲:Charles Aznavour、訳詞:菅美沙緒
5. 黒いオルフェ
  - 作詞・作曲:A.Maria-L.Bonfa、訳詞:片桐和子
6. この想いをあなただけに
  - 作詞: Luciano Beretta、作曲:Alberto Anelli、訳詞:なかにし礼
7. 行かないで
  - 作詞・作曲:Jacques Brel、訳詞:菅美沙緒
8. 禁じられた遊び
  - Traditional　作詞:片桐和子
9. マイ・ラブ
  - 作詞・作曲:Paul & Linda McCartney、訳詞:櫛田露孤
10. 白い恋人たち
  - 作詞: Pierre Barouh、作曲:Francis Lai、訳詞:永田文夫
11. 思い出さないで
  - 作詞・作曲:中山大三郎、編曲:青木望
  - 29thシングル。シングルカットの際、再録音。

### CD（2007年盤）
1. 恋人たち
2. 白いバラ
3. シェルブールの雨傘
4. ラ・ボエーム
5. 黒いオルフェ
6. この想いをあなただけに
7. 行かないで
8. 禁じられた遊び
9. マイ・ラブ
10. 白い恋人たち
11. 思い出さないで
12. 甘い生活（ボーナス・トラック）
  - 作詞: 山上路夫、作曲: 筒美京平、編曲:高田弘
13. 再会（ボーナス・トラック）
  - 作詞: 佐伯孝夫、作曲: 吉田正、編曲:青木望
14. ジョニイへの伝言（ボーナス・トラック）
  - 作詞: 阿久悠、作曲: 都倉俊一、編曲:いしだかつのり
15. 五番街のマリーへ（ボーナス・トラック）
  - 作詞: 阿久悠、作曲: 都倉俊一、編曲:いしだかつのり
16. ブーツをぬいで朝食を（ボーナス・トラック）
  - 作詞: 阿久悠、作曲: 大野克夫、編曲:田辺信一
17. 憎みきれないろくでなし（ボーナス・トラック）
  - 作詞: 阿久悠、作曲: 大野克夫、編曲:田辺信一
18. 立ちどまるなふりむくな（ボーナス・トラック）
  - 作詞: 阿久悠、作曲: 大野克夫、編曲:田辺信一